# 5. prekomorska brigada NOVJ
5. prekomorska brigada je bila formirana v bližini Londona 16. novembra 1944 iz okoli 2800 Slovencev, ki so bili na Gorenjskem, Štajerskem in Koroškem mobilizirani v nemško vojsko. Na zavezniško stran so ti prebegnili po začetku osvobajanja celinske Evrope začenši z Normandijo junija 1944. Decembra tega leta so zavezniške sile vojaško enoto po morju premestile v Gravino. V tem času pa je iz Gravine v Split krenila tudi večja skupina Primorcev in tam 23. decembra 1944 organizirala 5. prekomorsko brigado »Ivan Turšič«. Tej so se po 8. januarju 1945 pridružili partizani 5. brigade, ustanovljene v Angliji, in tako sestavili enoto, veliko 2100 mož. 5. prekomorska brigada se je pridružila 8. korpusu v bitki za Liko, nato pa se je po 17. aprilu bojevala na Kočevskem. Razpuščena je bila 19. in 20. aprila 1945, njeni partizani pa so se vključili v 15. in 18. divizijo.

## Organizacija
1944
- štab
- 1. bataljon
- 2. bataljon
- 3. bataljon
- 4. bataljon

## Poveljstvo
1944
- poveljnik: Stane Mahne
- politični komisar: Silvo Hrovat
- načelnik štaba: Franc Mazovec - Risto
- pom. pol. komisarja: Anton Bartol
- intendant brigade: Jože Goličič
- sanitetna referentka: Jelena Duraković